# Unlicense
 A Unlicense é uma licença equivalente a domínio público com foco em uma mensagem anticopyright. Foi publicada pela primeira vez em 1 de janeiro (Dia do Domínio Público) de 2010. A Unlicense oferece um texto de abdicação com uma licença de domínio público, inspirada por licenças permissivas, mas sem uma cláusula de atribuição. Em 2015, o GitHub informou que aproximadamente 102.000 dos seus 5,1 milhões de projetos licenciados (2% dos projetos licenciados no GitHub.com) usam a Unlicense.

## História
Numa publicação de 1 de Janeiro de 2010, Arto Bendiken esboçou suas razões para preferir software de domínio público, a saber: o incômodo de lidar com termos de licenciamento (por exemplo, a incompatibilidade de licença), a ameaça inerente a lei de direitos autorais, e a impraticabilidade da lei de direitos autorais.
Em 23 de janeiro do mesmo ano, Bendiken publicou uma continuação para seu post inicial. Neste post, ele explicou que a Unlicense é baseada na abdicação de direitos autorais do SQLite com a declaração sem-garantia da Licença MIT. Ele então comentou cada parte da licença.
Em um post publicado em dezembro de 2010, Bendiken esclareceu ainda mais o que significa "licenciar" e "deslicenciar" software.
Em 1 de janeiro de 2011, Bendiken revisou o progresso e a adoção da Unlicense. Reconhecendo que é "difícil estimar a adoção atual do Unlicense", ele sugeriu que há "centenas de projetos usando" a licença.

## Termos de licença
Os termos da licença do Unlicense são os seguintes (em inglês): 
```
This is free and unencumbered software released into the public domain.

Anyone is free to copy, modify, publish, use, compile, sell, or
distribute this software, either in source code form or as a compiled
binary, for any purpose, commercial or non-commercial, and by any
means.

In jurisdictions that recognize copyright laws, the author or authors
of this software dedicate any and all copyright interest in the
software to the public domain. We make this dedication for the benefit
of the public at large and to the detriment of our heirs and
successors. We intend this dedication to be an overt act of
relinquishment in perpetuity of all present and future rights to this
software under copyright law.

THE SOFTWARE IS PROVIDED "AS IS", WITHOUT WARRANTY OF ANY KIND,
EXPRESS OR IMPLIED, INCLUDING BUT NOT LIMITED TO THE WARRANTIES OF
MERCHANTABILITY, FITNESS FOR A PARTICULAR PURPOSE AND NONINFRINGEMENT.
IN NO EVENT SHALL THE AUTHORS BE LIABLE FOR ANY CLAIM, DAMAGES OR
OTHER LIABILITY, WHETHER IN AN ACTION OF CONTRACT, TORT OR OTHERWISE,
ARISING FROM, OUT OF OR IN CONNECTION WITH THE SOFTWARE OR THE USE OR
OTHER DEALINGS IN THE SOFTWARE.

For more information, please refer to <http://unlicense.org/>

```

## Recepção
A Free Software Foundation afirma que "tanto o trabalho de domínio público como a licença branda fornecida pela Unlicense são compatíveis com a GNU GPL". No entanto, a fundação recomenda a CC0 para dedicar software para o domínio público em vez da Unlicense, afirmando que a CC0 "é mais completa e madura do que a Unlicense".
O Projeto Fedora recomenda a CC0 em vez da Unlicense porque a primeira é "um texto legal mais abrangente".
Em dezembro de 2010, Mike Linksvayer, o vice-presidente da Creative Commons na época, escreveu em uma conversa na rede social identi.ca "Eu gosto do movimento", falando a respeito da Unlicense.
A Unlicense foi criticada algumas vezes, por exemplo pela OSI, por ser possivelmente inconsistente e não padronizada, e por tornar difícil para alguns projetos aceitar códigos não licenciados como contribuições de terceiros; deixando muito espaço para interpretação; e possivelmente sendo incoerente em alguns sistemas legais.
Projetos notáveis que usam a Unlicense incluem youtube-dl e Second Reality.